# Andre Strohl
André Strohl (ur. 20 marca 1887, zm. 10 marca 1977 w Paryżu) – francuski fizjolog pochodzący z Poitiers, znany ze swojego wkładu w opisanie ostrej zapalnej poliradikulopatii demielinizacyjnej, czyli zespołu Guillaina-Barrégo-Strohla.
André Strohl został przyjęty na studia medyczne w wieku 17 lat. Studiował na Sorbonie. Po kilku latach porzucił jednak medycynę, by zająć się studiowaniem matematyki, fizyki i chemii. Na swe pierwsze studia powrócił w wieku 26 lat, skończył je i obronił doktorat. W 1924 roku też obronił drugi doktorat, tym razem z fizyki.
Pracując jako radiolog w czasie I wojny światowej Strohl zastosował nowatorskie technologie projekcyjne do wykrywania kul i odłamków w ciałach rannych żołnierzy. Ułatwiło to znacznie pracę chirurgom. W 1916 pracował w centrum neurologicznym Francuskiej Szóstej Armii razem z Georges'em Guillainem i Jeanem Barré. We trzech opisali przypadek dwóch sparaliżowanych żołnierzy z nadmiernym wydzielaniem płynu mózgowo-rdzeniowego. Strohl przeprowadzał pomiary elektrofizjologiczne niezbędne do opracowania opisu zespołu chorobowego.
W 1924 roku Strohl został profesorem fizjologii w Algierze. Dwa lata później odebrał ten sam tytuł na paryskim uniwersytecie.